# Östra Ljungby
Östra Ljungby – miejscowość (tätort) w Szwecji, w regionie administracyjnym (län) Skania, w gminie Klippan.
Według danych Szwedzkiego Urzędu Statystycznego liczba ludności wyniosła: 1740 (31 grudnia 2015), 1817 (31 grudnia 2018) i 1909 (31 grudnia 2019).